# Mádhava–Gregory-sor
A Mádhava–Gregory-sor (más néven Gregory-sor, vagy Leibniz-sor) egy matematikai sorozat, amit Szangamagrámi Mádhava indiai matematikus fedezett fel a 14. században.
Később a sorozatot 1668-ban újra felfedezte Európában James Gregory (1638–1675) skót matematikus, csillagász, és tőle függetlenül Leibniz. Valójában a Leibniz-sor alkalmazásáról van szó x=1 esetén.
A sorozat a {\displaystyle \pi } (pí) értékének meghatározására alkalmas.

## Meghatározása
A Mádhava–Gregory-sor (modern jelölésekkel):
{\displaystyle \int _{0}^{x}\,{\frac {du}{1+u^{2}}}=\arctan x=x-{\frac {x^{3}}{3}}+{\frac {x^{5}}{5}}-{\frac {x^{7}}{7}}+\cdots }

## Fordítás
- Ez a szócikk részben vagy egészben  a   Gregory's series című angol Wikipédia-szócikk fordításán alapul.  Az eredeti cikk szerkesztőit annak laptörténete sorolja fel. Ez a jelzés csupán a megfogalmazás eredetét és a szerzői jogokat jelzi, nem szolgál a cikkben szereplő információk forrásmegjelöléseként.